# Gary Powers
Francis Gary Powers (Jenkins, 17 augustus 1929 – Los Angeles, 1 augustus 1977) was een Amerikaanse piloot die van 1956 tot 1960 in dienst was bij de Amerikaanse luchtmacht, en daarna in opdracht van de CIA boven het grondgebied van de Sovjet-Unie vloog om militaire objecten te fotograferen. Nadat hij vanaf een Amerikaanse luchtmachtbasis te Peshawar in het toenmalige West-Pakistan opgestegen was met zijn U-2-spionagevliegtuig, werd hij op 1 mei 1960 neergehaald met een S-75 Dvina luchtdoelraket. Hij kon zich met zijn parachute redden en werd gevangengenomen. 
Nadat het tot de CIA was doorgedrongen wat er gebeurd was, werd de NASA gedwongen een persconferentie te geven waarbij verklaard werd dat er een U-2 tijdens een vlucht voor de NASA om weerkundige informatie te verzamelen, in de problemen was gekomen, omdat de zuurstoftoevoer van de piloot problemen veroorzaakte. Tijdens de persconferentie werd een U-2 getoond die speciaal voor dit doel in de kleuren van de NASA was gespoten. De Amerikanen gingen er daarbij van uit dat het niet mogelijk was een crash vanaf die hoogte te overleven.
De Russisch-Amerikaanse relatie werd uitermate slecht toen partijleider Chroesjtsjov verontschuldigingen eiste van president Eisenhower op een topontmoeting van de Grote Vier in Parijs voor de vluchten van de spionagevliegtuigen over de Sovjet-Unie. Eisenhower ontkende dat zulke vluchten plaatsvonden, waarop Chroesjtsjov de gevangen piloot uit de hoge hoed toverde.
Powers werd veroordeeld tot drie jaar gevangenis en zeven jaar werkkamp, maar na 21 maanden gevangenschap werd hij op de Glienicker Brücke tussen Berlijn en Potsdam uitgewisseld voor de Russische spion Vilyam Genrikhovich Fisher, beter bekend onder zijn alias Rudolf Abel.
Eenmaal terug in Amerika moest hij verantwoording afleggen: hem werd onder meer kwalijk genomen dat hij geen zelfmoord had gepleegd en waarom had hij zijn toestel, volgestouwd met geheime spionageapparatuur, niet vernietigd? De CIA, die vreesde dat hij was gehersenspoeld, gaf hem ontslag. "Men beschouwde mij als een soort verrader omdat ik in leven was gebleven", schreef hij in zijn boek over de affaire. "Ik had zelfmoord kunnen plegen met de speciale gifnaald die ze me hadden meegegeven. Maar ik hield zoveel van het leven".
Omdat het een spionagevliegtuig betrof, werd hem later vaak gevraagd hoe hoog hij vloog. Waarop hij altijd antwoordde: 'Niet hoog genoeg'.
Na zijn vrijlating werkte Powers tot 1970 als testpiloot voor Lockheed.
Op 1 augustus 1977 kwam de piloot op zijn zevenenveertigste om het leven toen de helikopter neerstortte waarmee hij voor een plaatselijk televisiestation in Los Angeles de verkeerssituatie in ogenschouw nam.

## Decoraties
- Intelligence Star (postuum)[2]
- Silver Star (postuum)
- Distinguished Flying Cross (postuum)[3]
- National Defense Service Medal (postuum)[3]
- Prisoner of War Medal (postuum)[3]
- Director's Award (postuum)

## Trivia
In de film Bridge of Spies (2015) van Steven Spielberg is het verhaal van de spionagemissie van Gary Powers en zijn uitwisseling met Rudolf Abel te zien.

## Zie ook

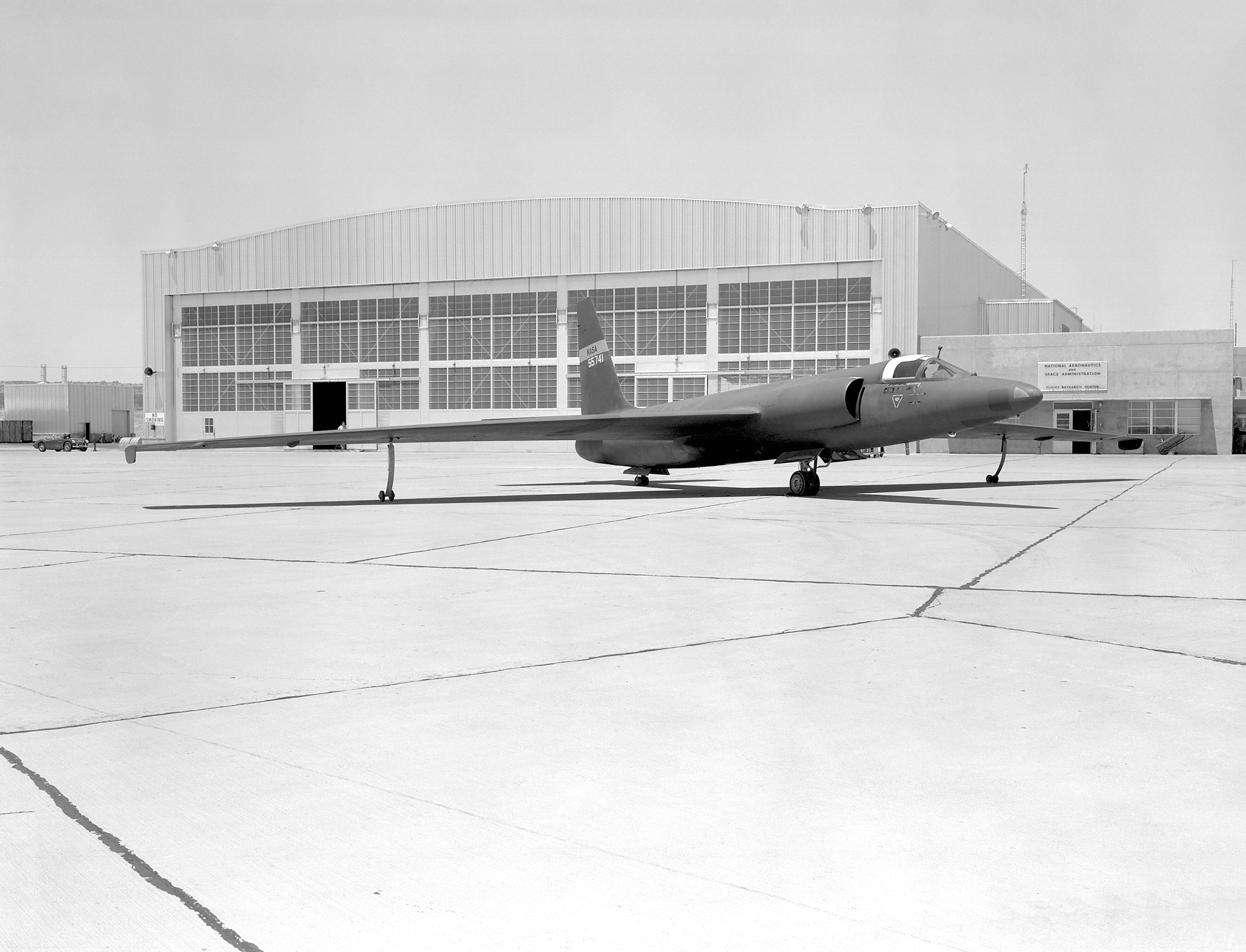
De U-2 met fictieve NASA-markering
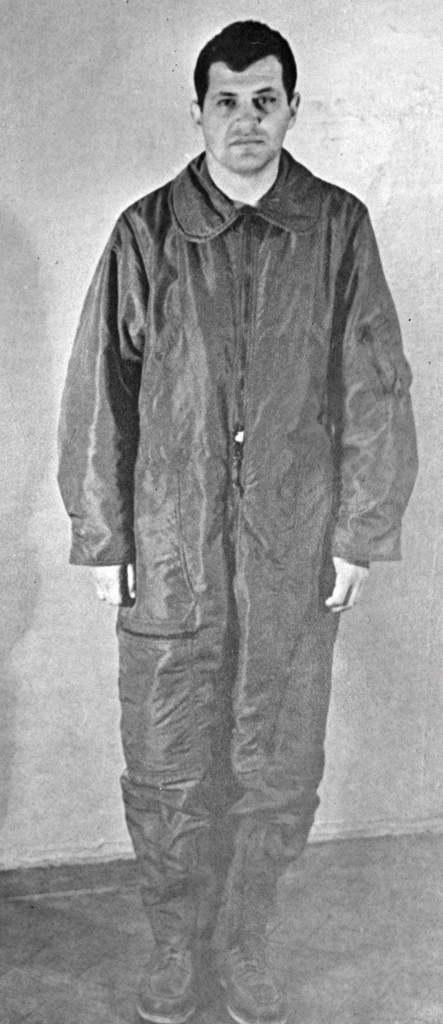
Sovjet-foto van Powers na gevangenname
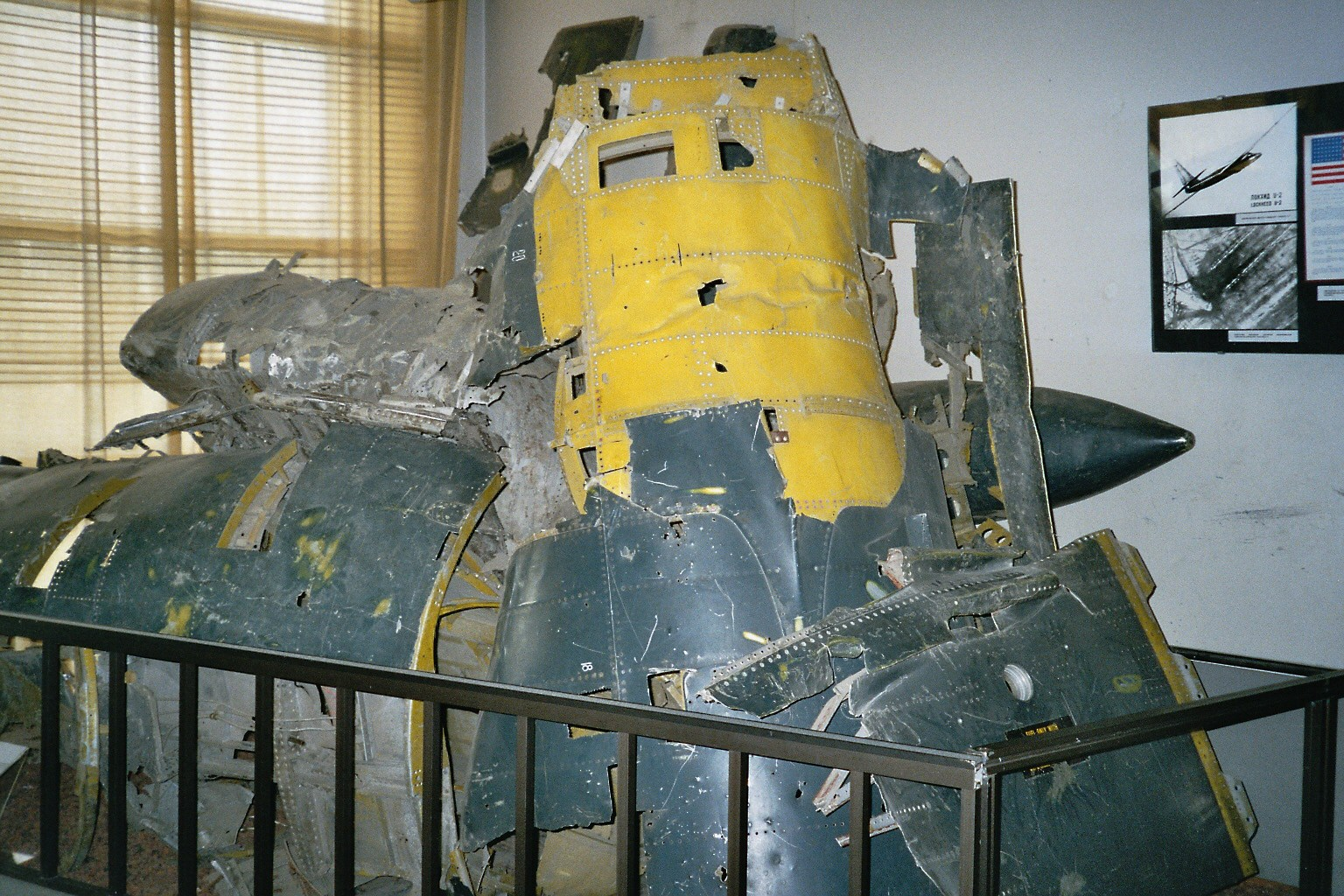
Wrakstukken van Powers' U-2-vliegtuig tentoongesteld in het Central Armed Forces Museum in Moskou
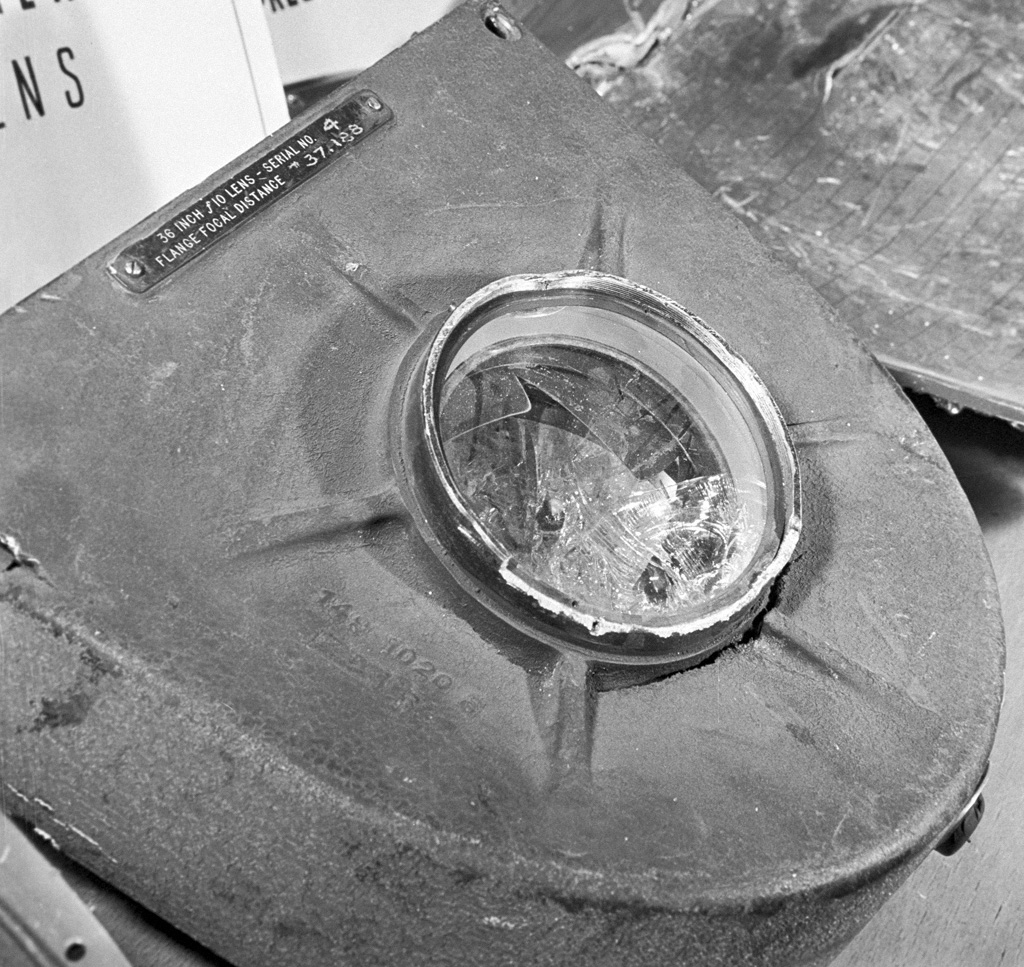
Wrakstuk van de camera op tentoonstelling
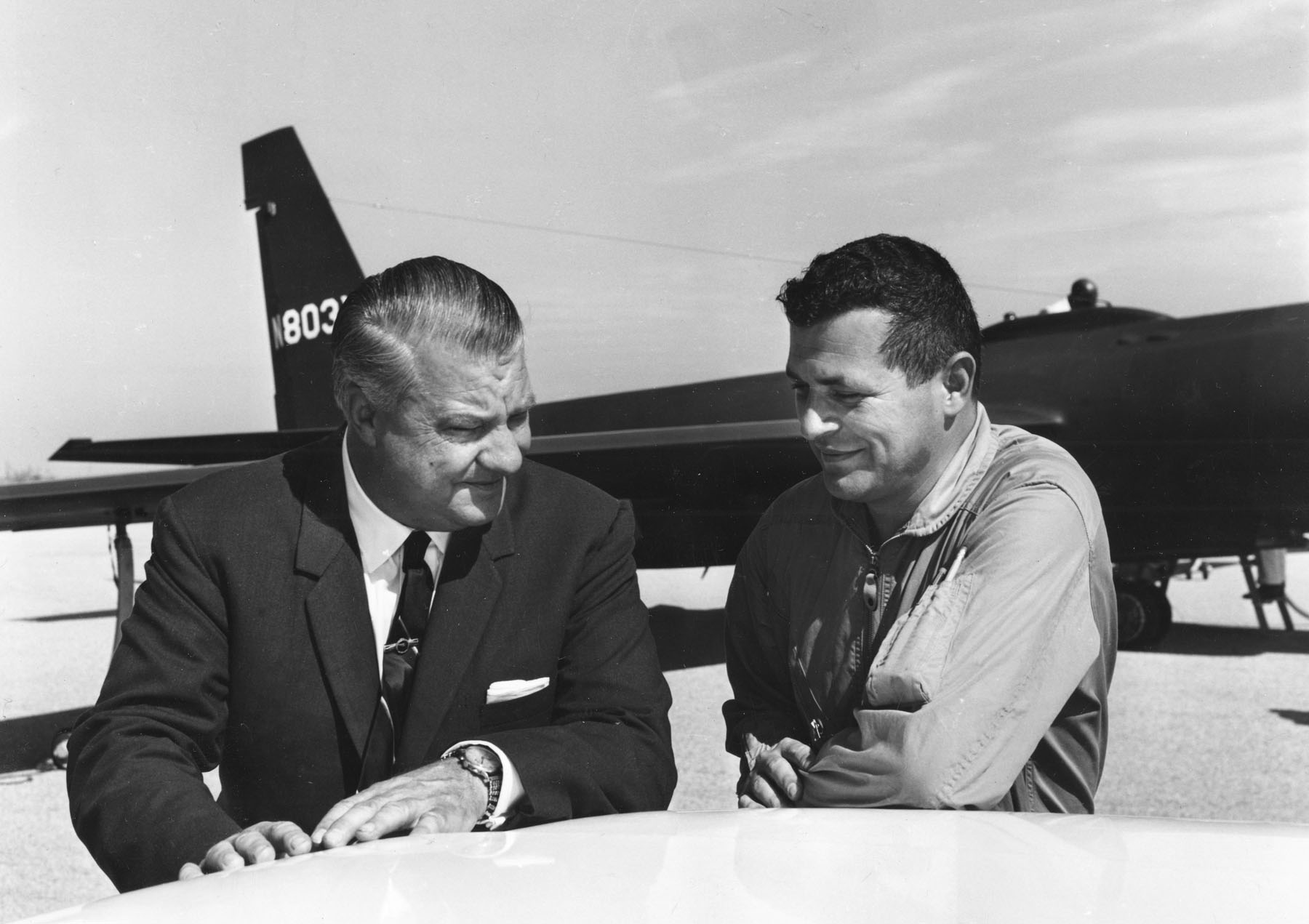
U-2-ontwerper Kelly Johnson (links) met piloot Gary Powers (rechts)